# Nims Peak
Der Nims Peak ist ein spitzer Berggipfel im ostantarktischen Viktorialand. Er ragt 5 km nordwestlich des Mount Weihaupt in der Gruppe der Outback-Nunatakker auf.
Der United States Geological Survey kartierte ihn anhand eigener Vermessungen und Luftaufnahmen der United States Navy aus den Jahren von 1959 bis 1964. Das Advisory Committee on Antarctic Names benannte ihn 1970 nach David J. Nims, Ionosphärenphysiker auf der McMurdo-Station im Jahr 1968.